# Урманчеево
Урманчеево — село в Мамадышском районе Татарстана. Входит в состав Урманчеевского сельского поселения.

## География
Находится в центральной части Татарстана на расстоянии приблизительно 35 км на запад-юго-запад по прямой от районного центра города Мамадыш у речки Берсут.

## История
Основано во второй половине XVII века. Упоминалось также Троицкое, Куюк, Берсут Киырлы, Тюбян-аул. В 1825 году построена Троицкая церковь.

## Население
Постоянных жителей было: в 1782 году — 85 душ мужского пола, в 1859—559, в 1897—862, в 1908—860, в 1920—900, в 1926—892, в 1938—827, в 1949—2057, в 1958 — 4483, в 1970—695, в 1979—441, в 1989—345, в 2002 году 265 (татары 26 %, кряшены 57 %), в 2010 году 236.